# Pyrrhorachis callicrossa
Pyrrhorachis callicrossa là một loài bướm đêm trong họ Geometridae.